# Suchtelenia calycina
Suchtelenia calycina är en strävbladig växtart som först beskrevs av Carl Anton von Meyer, och fick sitt nu gällande namn av A. Dc. Suchtelenia calycina ingår i släktet Suchtelenia och familjen strävbladiga växter. Utöver nominatformen finns också underarten S. c. acanthophora.